# GAME København
GAME København (tidl. StreetMekka) er en indendørs facilitet for gadeidræt med 2.240 m2 asfalt, der  åbnede 16. oktober 2010 på Enghavevej i København.
Blandt disciplinerne der der kan dyrkes er streetbasket, hiphop dans, breakdance, futsal og parkour. Derudover er der også en DJ-skole og en street art skole, hvor man kan tilmelde sig hold efter niveau. Københavns Kommune og Lokale- og Anlægsfonden har finansieret de 22 mio. etableringen af GAME København har kostet. Den daglige drift er finansieret af Københavns Kommune og varetages af non-profit organisationen GAME.

## Eksterne kilder og henvisninger
- StreetMekkas websted Arkiveret 30. december 2019 hos  Wayback Machine

|  | Denne artikel om lokaliteten GAME København kan blive bedre, hvis der indsættes et (bedre) billede. Du kan hjælpe ved at afsøge Wikimedia Commons for et passende billede eller lægge et op på Wikimedia Commons med en af de tilladte licenser og indsætte det i artiklen. |

55°39′42.08″N 12°32′22.83″Ø / 55.6616889°N 12.5396750°Ø